# ユスフ・ハジ・ヌル
ユスフ・ハジ・ヌル (Yusuf Haji Nur, ソマリ語: Yuusuf Xaaji Nuur) はプントランドの初代最高裁判所主席判事。2001年に初代大統領のアブドゥラヒ・ユスフが任期満了後も大統領職に留まろうとしたため、暫定憲法に基づいて暫定大統領就任を宣言して対立した。この抗争にアブドゥラヒ・ユスフが勝利したため最高裁判所主席判事を退いたが、2016年に再び主席判事となった。2019年死去。

## プントランド建国
1998年7月にプントランドが建国されると、ユスフ・ハジ・ヌルは最高裁判所主席判事となった。プントランド大統領にはアブドゥラヒ・ユスフが就いた。

## プントランド暫定大統領
アブドゥラヒ・ユスフ大統領は2001年7月1日で任期が切れたが退任を拒否。一方、暫定プントランド憲法では「政府が2001年までに憲法制定と選挙実施に失敗した場合、最高裁判所の主席判事が引き継ぐ」と定められており、最高裁判所主席判事のユスフ・ハジ・ヌルはこれを根拠に7月1日に暫定大統領就任を宣言した。
ガローウェでの武力衝突の恐れが高まったため、ガローウェの長老会議は8月7日の夜にアブドゥラヒ・ユスフにガローウェからの自主退去を要請し、アブドゥラヒ・ユスフは翌8日に武装車両に護送されてガローウェ南部にある地元のガルカイヨに戻ったただしアブドゥラヒ・ユスフはガルカイヨでも「私はいまだにプントランドの大統領である」と言い続けた。以後プントランドは約2年間内戦状態となった。
7月25日、ガローウェの長老会議はユスフ・ハジ・ヌルの大統領代行を承認し、8月31日までに次の大統領を決めることとなった。
2001年9月11日にアメリカ同時多発テロ事件が発生すると、アメリカ政府は全世界のイスラーム過激組織をテロリスト集団と指定していった。ソマリアの過激組織の一つアル・イッティハード・アル・イスラミア（AIAI）も9月24日にテロ組織指定を受けた。直後の10月初旬、ユスフ・ハジ・ヌル大統領代行はIRIN（国連による紛争解決組織）の取材に対して「プントランドにAIAIの軍事キャンプや基地はなく、国際社会がそれを確認するために訪問することを歓迎する」と語った。
2001年11月14日にジャマ・アリ・ジャマが議会選挙でプントランド大統領となり、ユスフ・ハジ・ヌルは退任した。ただし直後の11月21日にアブドゥラヒ・ユスフが武力で政権を奪還して、大統領に復帰した。このクーデターが短期間で終わったため、ユスフ・ハジ・ヌルとジャマ・アリ・ジャマを大統領としては認めずに、アブドゥラヒ・ユスフはプントランド建国から2004年10月に退任するまで一貫して大統領だったとする文献もある。

## 大統領退任後
退任後は弁護士となり、パラリーガル（弁護士補助職）の責任者も務めた。
2016年8月、プントランド大統領のアブディウェリ・モハメド・アリはユスフ・ハジ・ヌルを再びプントランド最高裁判所の主席判事に任命した。
2019年2月、プントランド大統領のサイード・アブドゥラヒ・デニは内閣改造を発表し、ユスフ・ハジ・ヌルを引き続き最高裁判所主席判事に任命した。
2019年4月、ユスフ・ハジ・ヌルは治療のためトルコのアンカラを訪問した。しかし2か月後の2019年6月23日にトルコで死去した。